# SOCOM 4
SOCOM 4: U.S. Navy SEALs (в Європі розповсюджується під назвою SOCOM: Special Forces, в країнах СНД — SOCOM: Спецназ) — відеогра 2011 року випуску, тактичний шутер від третьої особи, розробки студії Zipper Interactive та виданий компанією Sony ексклюзивно для ігрової приставки PlayStation 3. Дистриб'ютор на території України — компанія GameStop.

## Сюжет
'SOCOM 4: U.S. Navy SEALs' є сиквелом SOCOM: U.S. Navy SEALs Fireteam Bravo 2 та SOCOM: U.S. Navy SEALs Combined Assault. Гра розповідає про уявний  конфлікт між спецпідрозділами миротворців НАТО та бандитсько-терористичними угрупуваннями місцевих повстанців, що називають себе Нага. Місце дії — Південно-Східна Азія.

## Ігровий процес

### Багатокористувацька гра
Одна з головних складових SOCOM 4 – різноманітний набір багатокористувацьких активностей. Гравці можуть грати як один проти одного, так і разом проти комп'ютерних супротивників. 
SOCOM 4 немає кімнат очікування (лобі). Замість них діє система «Швидкого Матчу» (Quick Match system) – гра сама знайде найпідходящу активну ігрову сесію, до якої під'єднує гравця у багатокористувацькій грі.

### Режими гри
На відміну від попередніх ігор серії SOCOM, у SOCOM 4 немає класичних режимів Breach, Demolition, Escort, Extraction, Control та Convoy – замість них гравцям запропоновані абсолютно нові: Last Defense, Uplink, Bomb Squad, Suppression, Sniper Alley (Custom), Last Defense Run ‘n Gun (Custom) та Community Day Classic (Custom).

## Оцінки
| Агрегатор  | Оцінка             |
| ---------- | ------------------ |
| Metacritic | 67/100 (64 огляди) |

| Видання       | Оцінка  |
| ------------- | ------- |
| 1Up.com       | B       |
| Eurogamer     | 6/10    |
| G4            | 4/5     |
| Game Informer | 7.75/10 |
| GameSpot      | 7.5/10  |
| IGN           | 7.0/10  |

SOCOM 4: U.S. Navy SEALS була сприйнято досить стримано ігровою пресою – її середній бал згідно з агрегатором оцінок, сайтом Metacritic, становить всього 67%.
SOCOM 4 вийшла в період між 19 та 21 квітня 2011 року, коли мережа PlayStation Network була на профілактиці у зв'язку з хакерською атакою. Онлайновий режим запрацював лише 14 травня 2011 року, коли PlayStation Network знову зафункціонувала у штатному режимі.